# フラガリア (小惑星)
フラガリア (1105 Fragaria)は、小惑星帯の小惑星である。1929年1月1日にカール・ラインムートがハイデルベルクのケーニッヒシュトゥール天文台で発見した。当初は1929 ABという仮符号が付けられた。バラ科のオランダイチゴ属 (Fragaria)にちなんで命名された。